# Shigeo Yaegashi
Shigeo Yaegashi (八重樫 茂生, Yaegashi Shigeo, né le 24 mars 1933 à Daejeon (empire du Japon) – mort le 2 mai 2011) est un footballeur et entraîneur japonais.

## Biographie
Il est étudiant à l'université Waseda, d'où il sort diplômé en commerce en 1958.
Pouvant évoluer comme milieu ou comme attaquant, Shigeo Yaegashi est international japonais à 44 reprises (1956-1968) pour 11 buts.
Il participe aux Jeux olympiques 1956, est titulaire contre l'Australie, mais le Japon est éliminé dès le premier tour.
Il participe aux Jeux olympiques 1964 à Tokyo, est titulaire dans tous les matchs et inscrit un but contre le Ghana à la 52e minute. Le Japon est éliminé en quarts.
Il participe aux Jeux olympiques 1968, il est titulaire contre le Nigeria mais il se blesse, ratant quelques matchs et ne rejoue que pour la demi-finale contre la Hongrie, en tant que remplaçant, mais ne joue pas le match pour la troisième place. Il remporte néanmoins la médaille de bronze.
Il ne joue que pour un club, le Furukawa Electric. Il remporte trois coupes de l'Empereur. De 1967 à 1969, il est entraîneur-joueur de cette équipe.
En tant qu'entraîneur, il dirige aussi les jeunes de la sélection nipponne, et à deux reprises le club de Fujitsu. Il ne remporte aucun titre.

## Clubs

### En tant que joueur
- 19??–1969 :  Furukawa Electric

### En tant qu'entraîneur
- 1967–1969 :  Furukawa Electric (entraîneur-joueur)
- 1970–197. :  Japon (jeunes)
- 1977–1978 :  Fujitsu
- 1985–1988 :  Fujitsu

## Palmarès

### En tant que joueur
- Championnat du Japon de football
  - Vice-champion en 1967
- Coupe du Japon de football
  - Vainqueur en 1960, en 1961 et en 1964 (titre partagé)
  - Finaliste en 1962
- Jeux olympiques
  - Médaille de bronze en 1968

### En tant qu'entraîneur
- Championnat du Japon de football
  - Vice-champion en 1967